# Рахмати, Малек
Ма́лек Рахмати́ (перс. مالک رحمتی‎; 1982, Мераге, Восточный Азербайджан — 19 мая 2024, сельский округ Бакрабад, Восточный Азербайджан) — иранский государственный и политический деятель.

## Биография
Родился в 1982 году в городе Мераге. С 2023 по 2024 год возглавлял Организацию приватизации Ирана. Занимал должность генерал-губернатора провинции Восточный Азербайджан с января 2024 года и до своей смерти 19 мая 2024 года.
19 мая 2024 года вертолёт, на борту которого находился Малек Рахмати вместе с президентом Ибрахимом Раиси, министром иностранных дел Хосейном Амиром Абдоллахияном и представителем Высшего руководителя Ирана в провинции Восточный Азербайджан Мохаммадом Али аль-Хашемом, разбился в округе Варзакане. Тело Малека Рахмати было найдено и опознано 20 мая 2024 года.